# Gottlieb Friedrich von Weitbrecht

Gottlieb Friedrich von Weitbrecht

Gottlieb Friedrich Weitbrecht, ab 1899 von Weitbrecht (auch Gottlieb Weitbrecht; * 4. Juni 1840 in Calw; † 31. Mai 1911 in Stuttgart), war ein deutscher lutherischer Theologe und Generalsuperintendent in Ulm.

## Leben und Wirken
Zugehörend zu der in Württemberg weit verbreiteten Theologen- und Verlegerfamilie Weitbrecht studierte der Sohn des Buchhändlers Gottlieb Weitbrecht (1804–1879) und der Sabine Sibylle Gruner (1812–1859) nach dem Besuch der Lateinschule in Calw ab 1854 zunächst am theologischen Seminar in Urach und ab 1858 bei Johann Tobias Beck an der Universität Tübingen. Er war Mitglied der Studentenverbindungen Staufia Tübingen  (seit 1858) und Luginsland Tübingen. Im Jahr 1862 wurde er als Repetent am Evangelischen Stift Tübingen übernommen, bevor er 1867 als Religionslehrer an das Evangelische Töchterinstitut in Stuttgart berufen wurde.
Zwei Jahre später übernahm Weitbrecht zusätzlich die Aufgaben des Jugendgeistlichen an der Stuttgarter Hospitalkirche. Im Jahr 1874 wurde er aus Personalgründen sowohl an die Garnisonskirche als auch an das Eberhard-Ludwigs-Gymnasium Stuttgart versetzt, kehrte aber 1885 wieder an die Hospitalkirche zurück. Hier wurde er zunächst als zweiter Stadtpfarrer eingesetzt und ein Jahr später zum Stadtdekan befördert sowie 1897 zum Prälat und Generalsuperintendent von Ulm ernannt. Die Generalsuperintendenten der evangelischen Landeskirche waren Kraft Amtes privilegierte Mitglieder der Zweiten Kammer des württembergischen Landtags. Gottlieb Friedrich von Weitbrecht trat nach seiner Ernennung in Ulm deshalb auch 1897 in den Landtag ein. Er übte das Amt bis 1900 aus. Im Jahr 1900 folgte seine Ernennung zum Stiftsprediger von Stuttgart.
Neben seinen beruflichen Verpflichtungen gehörte Weitbrecht seit 1879 der Redaktion des „Christenbotens“, dem ältesten deutschen Sonntagsblatt und von 1892 bis 1902 auch der Redaktion der „Jugendblätter“ an, beide herausgegeben vom Stuttgarter Verlag J. F. Steinkopf, bei dem sein Bruder Conrad Christian Weitbrecht (1847–1893) zu jener Zeit als Teilhaber tätig war. Darüber hinaus verfasste Weitbrecht mehrere Biografien, Erzählungen und Jugendbücher sowie Zusammenfassungen zahlreicher Predigten.
Gottlieb Friedrich von Weitbrecht war verheiratet mit Lydia Roser (1846–1896), mit der er fünf Söhne und vier Töchter hatte.

## Ehrungen
- 1899 wurde Gottlieb Friedrich von Weitbrecht durch Verleihung des Ehrenkreuzes des Ordens der württembergischen Krone[3] in den persönlichen Adelsstand erhoben.
- 1908 wurde er zum Ehrendoktor der Theologie der Universität Tübingen und später zum
- Ritter des Friedrichs-Ordens ernannt[4]
- Darüber hinaus erhielt er die Württembergische Regierungs-Jubiläums-Medaille in Silber

## Schriften (Auswahl)
- David Livingstone : Der Missionar und Reisende; Steinkopf Verlag, Stuttgart, 1874
- Dr. Christian Gottlob Barth nach seinem Leben und Wirken; Steinkopf Verlag, Stuttgart, 1875
- Heilig ist die Jugendzeit : Ein Buch für Jünglinge; Steinkopf Verlag Stuttgart, 1878
- Maria und Martha : Ein Buch für Jungfrauen; Steinkopf Verlag Stuttgart, 1890
- Die Gottheit Christi. Vortrag; Steinkopf Verlag Stuttgart, 1893
- Johann Friedrich Flattich, Pfarrers in Münchingen : Ein Lebensbild aus dem 18. Jahrhundert, Steinkopf Verlag Stuttgart, 1895
- Deutschlands Kampf gegen Frankreich 1870–71 : Für Deutschlands Volk und Jugend erzählt;  Evangelische Gesellschaft, Stuttgart, 1897
- Wo gehst du hin? : Ein Geleitswort für Konfirmanden; Steinkopf Verlag Stuttgart, 1910
- Es ist in keinem andern Heil : Ein Jahrgang Predigten, Steinkopf Verlag Stuttgart, posthum 1913